# Battesimo di Cristo (Perugino Foligno)
Il Battesimo di Cristo è un affresco del Perugino che si trova nell'Oratorio della Nunziatella a Foligno.

## Storia
L'altare e l'affresco che l'adorna, comprendente oltre al Battesimo, anche l’Eterno adorato da due angeli nella calotta, furono commissionati da Giovanni Battista Morganti, del quale è lo stemma in alto a sinistra, ricordato nell'iscrizione su fondo azzurro in alto tra le due parti del murale che nell'Ottocento recava ancora una parte della data MD... L'opera è stata datata al 1507, ma più probabilmente la sua esecuzione è legata alla volontà testamentaria del Morganti che nel 1512 lasciò una cospicua somma al santuario e che morì l'anno seguente, circostanze che potrebbero aver verosimilmente portato alla commissione dell'altare e della sua decorazione.

## Descrizione
L'affresco, che segna l'esordio del classicismo cinquecentesco a Foligno, rappresenta un soggetto tra i più frequenti della sua produzione, a partire dal Battesimo di Cristo affrescato nella Cappella Sistina. Questo della Nunziatella rimanda più da vicino al Battesimo di Cristo di Perugia (parte del polittico di Sant'Agostino) e a quello di Città della Pieve, con le quali ha in comune la meridiana luminosità ottenuta, tecnicamente, anche con l'uso dello smaltino nella resa del cielo, e i colori chiari, delicati e cangianti.  
Anche la composizione, perfettamente simmetrica fino all'astrazione, è tipica della fase tarda del Perugino: i due angeli in volo circondati da cherubini, presenti in quasi tutti gli affreschi del pittore, lasciano passare, al centro, la colomba dello Spirito Santo. Sulle sponde del fiume altri quattro angeli, due in preghiera e due in ginocchio, fanno risaltare il nucleo della composizione, ossia Cristo e San Giovanni. Il secondo, con una cinta di arbusti al petto, vestito da un mantello viola, con un piccolo recipiente versa l'acqua sul primo, che è in preghiera. 
Le due figure centrali, di grande levità, sembrano camminare sull'acqua e i loro lineamenti dolcissimi, quasi idealizzati, caratterizzati da un estenuato, apollineo languore, sono tipici della fase tarda del pittore pievese. Le figure sono collocate in una perfetta costruzione prospettica, che la rende un perfetto dipinto rinascimentale, mentre l'ambientazione è probabilmente uno scorcio delle campagne intorno a Foligno: in questo caso il Giordano sarebbe il Topino. 